# Bog
V monoteistični misli je Bog vrhovno bitje, stvarnik in glavni predmet vere.  Boga ponavadi pojmujejo kot vsemogočnega, vsevednega, vseprisotnega in vseobsežnega, pa tudi večnega in nujnega obstoja. Za Boga najpogosteje velja, da je netelesen, pri čemer je omenjena značilnost povezana s pojmi transcendence ali imanence.
Nekatere religije opisujejo Boga brez sklicevanja na spol, druge pa uporabljajo terminologijo, ki je za spol specifična. Bog je bil spočet kot oseben ali neoseben. V teizmu je Bog stvarnik in vzdrževalec vesolja, medtem ko je v deizmu Bog stvarnik, ne pa tudi vzdrževalec vesolja. V panteizmu je Bog vesolje samo. Ateizem je odsotnost verovanja v Boga, medtem ko agnosticizem meni, dase za obstoj Boga ne ve ali ne more vedeti.  Boga so zamislili tudi kot vir vseh moralnih obveznosti in "največja razumevanja možna eksistenca". Številni pomembni filozofi so razvili argumente za in proti obstoju Boga.
Vsaka monoteistična religija se sklicuje na svojega boga z različnimi imeni, nekatere pa na kulturne ideje o identiteti in lastnostih boga. V staroegipčanskem atenizmu, verjetno najstarejši monoteistični religiji, so to božanstvo imenovali Aton  in ga razglasili za edino "resnično" Vrhovno bitje in ustvarjalca vesolja. V hebrejski Bibliji in judovstvu, Boga med drugim imenujejo Elohime, Adonai, YHWH (hebrejsko יהוה). Jahve in Jehova, možni izgovarjavi hebrejske YHWH, se uporabljata v krščanstvu. V krščanskem nauku o Trojici en Bog sobiva v treh »osebah«, imenovanih Oče, Sin in Sveti Duh. V islamu se uporablja ime Allah, pri tem muslimani za Boga uporabljajo tudi številne nazive. V hinduizmu Brahmana pogosto štejejo za monistični koncept Boga.  V kitajski religiji je Šangdi zasnovan kot prednik (prvi prednik) vesolja in njegov bistveni del, ki v njem nenehno vzpostavlja red. Druga imena za Boga so Baha v veri Baháʼí, Waheguru v sikizmu, Ahura Mazda v zoroastrizmu in Sang Hyang Widhi Wasa v balijskem hinduizmu.

## Etimologija in uporaba
Najzgodnejša pisana oblika germanske besede Bog izhaja iz krščanskega kodeksa Argentej iz 6. stoletja. Sama angleška beseda izhaja iz Proto-germanskega *ǥuđan. Rekonstruirana proto-indoevropska oblika *ǵhu-tó-m je verjetno temeljila na korenu *ǵhau(ə)-, kar je pomenilo bodisi 'poklicati' bodisi 'priklicati'. Germanska besede za Boga so bili prvotno srednjega spola -applying za oba spola, vendar v procesu pokristjanjevanja od germanskih narodov iz njihovega domačega germanskega poganstva, beseda postala moški skladenjsko obliko. 
Z veliko se pišejo imena, po katerih je bog znan, vključno z 'Bog'. Zato se oblika z veliko začetnico ne uporablja za več bogov (politeizem) ali kadar se uporablja za sklicevanje na generično idejo božanstva.. To velja tudi za hebrejski El, toda v judovstvu je Bog dobil tudi lastno ime, Jahve, tetragrammaton YHWH, po izvoru verjetno ime edomskega ali midianitskega božanstva.
Alah (arabsko الله Allah) Je arabski izraz brez množine, ki ga muslimani in arabsko govoreči kristjani in judje uporabljajo za "Boga", ki se uporablja, 'ilāh (arabsko إِلَٰه   množina "āliha آلِهَة) je izraz, ki se uporablja za božanstvo ali za boga na splošno.
Bog ima lahko lastno ime v monoteističnih tokovih hinduizma, ki poudarjajo Božjo osebnost, s prvimi omembami imena  Krišna - Vasudeva v Bhagavati ali kasneje Vishnu in Hari.
Ahura Mazda je ime za Boga, ki se uporablja v zoroastrizmu.Mazda, ali bolje rečeno avestanska matična oblika Mazdā-, nominativ Mazdå, odraža protoiransko *Mazdāh (ženska). Na splošno velja za lastno ime duha in kot njegov sanskrtski sorodnik medhā pomeni 'pamet' ali 'modrost'. Tako avestanski kot sanskrtski besedi odražata proto-indoiransko *mazdhā-, iz proto-indoevropskega mn̩sd,eh 1, kar dobesedno pomeni 'umestitev' (dʰeh 1) človekovega uma (* mn̩-s), torej 'modro'. 
Waheguru (pandžabsko vāhigurū) je izraz, ki se v sikizmu najpogosteje uporablja za oznako Boga. To pomeni 'čudoviti učitelj' v pandžabščini. Vāhi (srednjeperzijska izposojenka) pomeni 'čudovit' in guru (sanskrtsko guru) je oznaka za 'učitelja'. Za nekatere je Waheguru izkušnja ekstaze, ki presega vse opise. Najpogostejša uporaba besede waheguru je v pozdravu, ki ga Siki uporabljajo med seboj:
Waheguru Ji Ka Khalsa, Waheguru Ji Ki Fateh

Čudovitega gospoda Khalsa, zmaga Čudovitemu gospodu.
Baha, "največje" ime boga v veri Baháʼí, pomeni v  arabščini 'Vseslaven'.

## Splošne predstave
Filozofija religije priznava naslednje bistvene lastnosti Boga:
- Vsemogočnost (neomejena moč)
- Vsevednost (neomejeno znanje)
- Večnost (Bog ni vezan na čas)
- Dobrota (Bog je popolnoma  dobrodušen)
- Enotnost (Boga ni mogoče razdeliti)
- Enostavnost  (Bog ni sestavljen)
- Netelesnost (Bog je nesnoven)
- Nespremenljivost (Bog se ne more spremeniti)
- Neprehodnost (Bog ni prizadet) [23]

O naravi ali obstoju Boga ni jasnega soglasja. Abrahamske predstave o Bogu so med drugimi monoteistična definicija boga v judovstvu, trinitarni pogled kristjanov in islamski koncept Boga.
V antičnem grško-rimskem svetu so obstajala tudi različna pojmovanja boga, na primer Aristotelov pogled na nepomičnega gibalca, neoplatonski koncept Enega in panteistični Bog stoičnih fizikov.
Darmične vere se razlikujejo v pogledu na božanskost: pogledi na Boga v hinduizmu se razlikujejo glede na regijo, sekto in kasto, vse od monoteističnih do politeističnih. Številne politeistične religije delijo idejo o božanskem stvarniku, čeprav ne nosi imena 'Bog' in je brez vseh drugih vlog, ki jih monoteistične religije pripisujejo konkretnemu Bogu. Včasih se na sikizem gleda kot na panteističen odnos do Boga.
Religije Śramaṇa so splošno ne-stvarstvene, hkrati pa trdijo, da obstajajo božanska bitja (Deve v budizmu in [džainizem|[džainizmu]]) z omejeno močjo in življenjsko dobo. Džainizem je na splošno zavračal kreacionalizem, saj je menil, da duševne snovi (Jīva) niso ustvarjene in da je čas brez začetka. Glede na interpretacijo in tradicijo lahko budizem razumemo kot neteističen, transteističen, panteističen ali politeističen. Vendar pa je budizem na splošno zavračal poseben monoteističen pogled na Boga Stvarnika. Buda  v zgodnjih budističnih besedilih  kritizira teorijo kreacionizma.Tudi glavni indijski budistični filozofi, kot so Nagarjuna, Vasubandhu, Dharmakirti in Budagoša (Buddhaghosa), so dosledno kritizirali stališča o Bogu Stvarniku, ki so jih zagovarjali hindujski misleci.  

### Enost
Monoteisti verjamejo, da obstaja en sam bog, in morda tudi verujejo, da različne religije tega boga častijo  pod različnimi imeni. Stališče, da vsi teisti dejansko častijo istega boga, ne glede na to, ali ga poznajo ali ne, je še posebej poudarjeno v  Baháʼí veri, hinduizmu  in sikhizmu. 
V krščanstvu nauk o Trojici opisuje Boga kot enega Boga v treh božanskih Osebah (vsaka od treh Oseb je Bog sam). Presveto Trojico sestavljajo  Bog Oče, Bog Sin ( Jezus ) in Bog Sveti Duh . V preteklih stoletjih je bila ta temeljna skrivnost krščanske vere povzeta tudi po latinski formuli Sancta Trinitas, Unus Deus (Sveta Trojica, edinstveni bog), objavljeni v Litanias Lauretanas .
Najosnovnejši islamski koncept je tawhid, ki pomeni "enost" ali "edinstvenost". Bog je v Koranu opisan kot: "On je Allah, En in Edini; Allah, Večni, Absolutni; Ne rodi in ni rojen; in ni ga njemu podobnega."   Muslimani zanikajo krščanski nauk o trojici in Jezusovi božanskosti, pri tem ga primerjajo s politeizmom. V islamu je Bog transcendenten in v ničemer ni podoben nobeni od svojih stvaritev. Tako muslimani niso ikonoduli in od njih se ne pričakuje, da bodo Boga upodabljali. 
Henoteizem je verovanje in čaščenje v enega samega boga, pri tem pa se  sprejema obstoj ali možen obstoj drugih božanstev. 

### Teizem, deizem in panteizem
Teizem na splošno meni, da Bog obstaja realistično, objektivno in neodvisno od človekove misli; da je Bog vse ustvaril in vzdržuje; da je Bog vsemogočen in večen; in da je Bog oseben in sodeluje z vesoljem na primer z verskimi izkušnjami in molitvami ljudi.  Teizem trdi, da je Bog transcendenten in imanenten; tako je Bog hkrati neskončen in na nek način prisoten v dogajanjih sveta. Teisti se ne strinjajo vsi z vsemi aksiomi, po navadi vsak z nekaterimi od njih.  Katoliška teologija trdi, da je Bog neskončno preprost in ni nehote podrejen času. Večina teistov meni, da je Bog vsemogočen, vseveden in dobrohoten, čeprav to prepričanje sproža vprašanja o Božji odgovornosti za zlo in trpljenje na svetu. Nekateri teisti pripisujejo Bogu samozavestno ali namensko omejevanje vsemogočnosti, vsevednosti ali dobrohotnosti. Odprti teizem nasprotno trdi, da zaradi narave časa Božja vsevednost ne pomeni, da božanstvo lahko napoveduje prihodnost. Teizem se včasih uporablja za splošno verovanje v boga ali bogove, tj. Monoteizem ali politeizem.
Deizem meni, da je Bog popolnoma transcendenten : Bog obstaja, vendar ne posega v svet onkraj tistega, kar je bilo potrebno za njegovo stvarjenje. V tem pogledu Bog ni antropomorfen in ne odgovarja na molitve in ne ustvarja čudežev. Deizmu je skupno prepričanje, da se Bog za človeštvo ne zanima  in se človeštva morda niti ne zaveda. Pandeizem združuje deizem s panteističnimi prepričanji.  Pandeizem naj bi pojasnil, recimo deizmu, zakaj bi Bog ustvaril vesolje in ga nato zapustil,  panteizmu pa, kaj je izvor in namen vesolja.
Panteizem trdi, da je Bog vesolje in da je vesolje Bog, medtem ko paneteizem meni, da Bog vsebuje vesolje, vendar njemu ni eak.  To je tudi stališče Liberalne katoliške cerkve, teozofije. nekaterih vidikov hinduizma, razen vaišnavizma, ki verjame v panenteizem; sikizma; nekaterih vej neopaganizma in taoizma, skupaj s številnimi različnimi poimenovanji in posamezniki znotraj veroizpovedi. Kabala, judovska mistika, prikazuje panteistični / panentistični pogled na Boga - ki ga je  hasidsko judovstvo, zlasti od njegov ustanovitelj Baal Shem Tov, široko prevzelo - vendar le kot dodatek k judovskemu pogledu na osebnega boga, ne pa v prvotnem panteističnem pomenu, ki Boga zanika ali omejuje. 

### Drugi pojmi
Disteizem,  povezan s teodicejo, je oblika teizma, ki trdi, da kot posledica problema zla Bog bodisi ni popolnoma dober, bodisi ni popolnoma zloben. Tak primer je najti v romanu Dostojevskega iz leta 1880 Bratje Karamazovi, v katerem Ivan Karamazov Boga zavrača z utemeljitvijo, da dopušča trpljenje otrok.
V sodobnem času so se razvili nekateri bolj abstraktni koncepti, kot sta teologija procesov in odprti teizem. Sodobni francoski filozof Michel Henry pa je predlagal fenomenološki pristop in definicijo Boga kot fenomenološko bistvo življenja.
Bog je bil pojmovan tudi kot netelesno (nematerialno), osebno bitje, vir vseh moralnih obveznosti in "največja možna eksistenca". Vse te lastnosti so v različni meri podpirali zgodnji judovski, krščanski in muslimanski teološki filozofi, tako Maimonides, Avguštin iz Hipona,  in Al-Gazali .

## Neteistični pogledi
Tudi neteistični pogledi na Boga se razlikujejo med seboj. Nekateri neteisti se pojmu Boga izogibajo, hkrati pa priznavajo, da je za mnoge pomemben; spet drugi pa Boga razumejo kot simbol človeških vrednot in teženj. Angleški ateist Charles Bradlaugh iz devetnajstega stoletja je izjavil, da odklanja stavek "Ni Boga", ker ima "beseda 'Bog' prizvok, ki ne daje jasne ali jasne potrditve";  bolj konkretno je dejal, da ne verjame v krščanskega boga. Stephen Jay Gould je predlagal pristop, ki deli svet filozofije na tako imenovana "magisteria, ki se ne prekrivajo" (non-overlapping magisteria -NOMA). S tega vidika so vprašanja o nadnaravnem, kot so vpraüanja o obstoju in naravi Boga,  ne-empirična, torej  domena teologije. Z znanstvenimi metodami naj se odgovarja na vsa empirična vprašanja o naravnem svetu, s teologijo pa na vprašanja o končnem pomenu in moralni vrednosti. V tem pogledu odsotnost kakršne koli zaznane empirične sledi nadnaravnosti v dogajanjih v naravi naredi iz znanosti  edinega igralca v naravnem svetu. 
Drugo stališče, ki ga je zastopal Richard Dawkins, je, da je obstoj Boga empirično vprašanje, ker bi bilo "vesolje z bogom povsem drugačna vrsta vesolja kot pa vesolje brez njega in razlika bi bila stvar znanosti."  Carl Sagan je menil, da je doktrino Stvarnika vesolja težko dokazati ali ovreči in da bi bilo edino možno znanstveno odkritje, ki bi lahko ovrglo obstoj Stvarnika (ne nujno Boga), odkritje, da je vesolje neskončno staro. 
Stephen Hawking in soavtor Leonard Mlodinow v svoji knjigi The Grand Design iz leta 2010 navajata, da se je smiselno vprašati, kdo ali kaj je ustvaril vesolje, če pa je odgovor Bog, potem se vprašanje zgolj preusmeri na vprašanje, kdo je ustvaril Boga. Oba avtorja pa trdita, da je na ta vprašanja mogoče odgovoriti zgolj znotraj znanosti in brez sklicevanja na božanska bitja. 

### Agnosticizem in ateizem
Agnosticizem je stališče, da so resničnosti nekaterih trditev - zlasti metafizičnih in verskih trditev, na primer, ali Bog, božansko ali nadnaravnost obstaja - niso znane in jih morda ni mogoče ugotoviti.
Ateizem je v širšem smislu zavračanje vere v obstoj božanstev. V ožjem pomenu je ateizem konkretno stališče, da  božanstev ni, čeprav ga lahko opredelimo kot pomanjkanje prepričanja v obstoj kakršnih koli božanstev, ne pa kot pozitivno prepričanje v neobstoj kakršnih koli božanstev. 

### Antropomorfizem
Pascal Boyer trdi, da čeprav po vsem svetu obstajajo številni nadnaravni koncepti, se nadnaravna bitja na splošno ponašajo podobno kot ljudje. Zgradba bogov in duhov kot oseb  je ena najbolj znanih lastnosti religije. Navaja primere iz grške mitologije, ki je po njegovem mnenju bolj podobna televizijski nadaljevanki kot kakemu verskemu sistemu. Bertrand du Castel in Timothy Jurgensen s formalizacijo dokažeta, da se obrazložitveni model Boyerja ujema z epistemologijo fizike in predpostavlja posrednike, ki neposredno niso opazljivi. Antropolog Stewart Guthrie trdi, da ljudje projiciramo človeške lastnosti na nečloveške vidike sveta, ker so nam ti vidiki bilj domači. Sigmund Freud je tudi predlagal, da so koncepti boga projekcije lastnega očeta.
Podobno je bil Émile Durkheim eden prvih, ki je predlagal, da bogovi predstavljajo razširitev človeškega družbenega življenja s tem, da vključijo nadnaravna bitja. V skladu s tem razmišljanjem psiholog Matt Rossano trdi, da so ljudje, ko so začeli živeti v večjih skupinah, morda ustvarili bogove kot sredstvo za uveljavljanje morale. V majhnih skupinah moralo uveljavljajo družbene sile, kot so opravljanje ali ugled. V veliko večjih skupina pa je mnogo težje uveljaviti moralo z uporabo družbenih sil. Rossano nakazuje, da so ljudje z vedno budnimi bogovi in duhovi odkrili učinkovito strategijo za omejevanje sebičnosti in izboljšano sodelovanje v družbah

## Obstoj
Argumenti o obstoju Boga so običajno empirične, deduktivne in induktivne vrste. Različni pogledi so med drugim: "Bog ne obstaja" (močan ateizem); "Bog skoraj zagotovo ne obstaja" (de facto ateizem); "nihče ne ve, ali Bog obstaja" (agnosticizem);  "Bog obstaja, vendar tega ni mogoče dokazati ali ovreči" ( de facto teizem); in da "Bog obstaja in to je mogoče dokazati" (močan teizem). 
Za dokaz obstoja Boga je bilo predlaganih nešteto argumentov. Nekateri najpomembnejši argumenti so Pet poti Akvinskega, Argument iz želje, ki ga je predlagal CS Lewis, in Ontološki argument, ki sta ga oblikovala Anselm in René Descartes.
Anselmov pristop je bil opredeliti Boga kot id quo nihil maius cogitari possit - 'tisto, od česar nič ne more biti večje'. Slavni panteistični filozof Baruch Spinoza bo pozneje to misel dovedel do skrajnosti: »Z Bogom razumem bitje, ki je popolnoma neskončno, tj. substanca, sestavljena iz neskončnih lastnosti, od katerih vsaka izraža večno in neskončno bistvo.« Za Spinozo je celotno naravno vesolje sestavljeno iz ene snovi, Boga ali njegove enakovredne narave. Njegov dokaz za obstoj Boga je bila različica ontološkega argumenta.Znanstvenik Isaac Newton je videl netrinitarnegaa Boga kot mojstra stvarnika, čigar obstoj ob veličini vsega stvarstva ni mogel zanikati. Kljub temu je zavrnil tezo vseznalca  Leibniza, da bi Bog nujno naredil popoln svet, ki od stvarnika ne zahteva posredovanja. V točki 31 'Opticks' je Newton hkrati utemeljil temelje in nujnost posredovanja: 
»Kajti ko se kometi gibljejo po zelo ekscentričnih orbitah po vseh položajih, slepa usoda ne bi mogla nikoli doseči, da bi se planeti gibali  na en in isti način po koncentričnih orbitah, če izvzamemo nekatere nepomembne nepravilnosti, ki so lahko nastale zaradi medsebojnega delovanja kometov in planetov drug na drugega in ki se bi lahko povečevale tako dolgo, da bi si ta sistem zaželel reformacije«.
Tomaž Akvinski je zatrdil, da je obstoj Boga sam  sebi samoumeven, ne pa tudi nam: »Zato pravim, da je trditev 'Bog obstaja', sama po sebi samoumevna, saj sta predikat in subjekt eno in isto.... Ker pa ne poznamo bistva Boga, nam trditev ni samoumevna; vendar jo je treba dokazovati s stvarmi, ki so nam bolj znane, čeprav manj znane po svoji naravi - in sicer s posledicami.« Thomas je verjel, da je mogoče dokazati obstoj Boga. Na kratko v Summa theologiae in obširneje v Summa contra Gentiles je zelo podrobno preučil pet argumentov za obstoj Boga, splošno znanih kot quinque viae (pet poti).
1. Teza: Nekatere stvari se nedvomno premikajo, čeprav ne morejo povzročiti lastnega gibanja. Ker ne more obstajati neskončna veriga vzrokov za gibanje, mora obstajati Prvi gibalec, ki ga ne premakne nič drugega, in to je tisto, kar vsi razumejo kot Boga.
2. Vzročna zveza: Tako kot v primeru gibanja se tudi nič ne more povzročiti samo od sebe in neskončna vzročna zveza je nemogoča, zato mora obstajati Prvi vzrok, imenovan Bog.
3. Obstoj potrebnega in nepotrebnega: Naše izkušnje vključujejo stvari, ki  vsekakor obstajajo, vendar so očitno nepotrebne. Vse ne more biti nepotrebno, saj če enkrat ni bilo ničesar, potem še vedno ne bi bilo ničesar. Zato smo prisiljeni domnevati, da obstaja nekaj, kar je nujno in kar ima to nujnost samo po sebi; da pravzaprav  obstaja kot vzrok za obstoj drugih stvari.
4. Stgopnjevanje: če lahko opazimo stopnjevanje v stvareh v smislu, da so nekatere stvari bolj vroče, dobre itd., mora obstajati superlativ, ki je najbolj resnična in najplemenitejša stvar in tako najbolj polno obstoječa. Temu torej rečemo Bog (Opomba: Tomaž Bogu ne pripisuje dejanskih lastnosti).
5. Urejene težnje narave: Smer delovanja proti koncu je opaziti v vseh telesih, ki sledijo naravnim zakonom. Vse, kar se ne zaveda, teži k cilju pod vodstvom tistega, ki se zaveda. Temu pravimo Bog (upoštevajte, da tudi takrat, ko stvari vodimo, po Thomasovem mnenju vir vsega našega znanja izvira ravno tako od Boga).[72]

Nekateri teologi, kot je znanstvenik in teolog AE McGrath, trdijo, da obstoj Boga ni vprašanje, na katerega je mogoče odgovoriti z znanstveno metodo. Agnostik Stephen Jay Gould trdi, da znanost in religija nista v konfliktu in se ne prekrivata.
Nekatera spoznanja na področju kozmologije, evolucijske biologije in nevroznanosti nekateri ateisti (vključno z Lawrenceom M. Kraussom in Samom Harrisom ) razlagajo kot dokaz, da je Bog samo namišljena entiteta, ki v resnici nima podlage.   Ti ateisti trdijo, da je en sam, vsevedni bog, za katerega se domneva, da je ustvaril vesolje in je še posebej pozoren na življenje ljudi, bil zamišljen, olepšan in razglašen na transgeneracijski način.  Richard Dawkins tovrstnih ugotovitev ne razlaga le kot pomanjkanje dokazov za materialni obstoj takega Boga, temveč kot obširne dokaze za nasprotno.  Nekateri teologi in znanstvenik nasprotujejo njegovim stališčem, i, med njimi tudi Alister McGrath,  ki trdi, da je obstoj Boga združljiv z znanostjo.

## Posebni atributi
Različne verske tradicije pripisujejo Bogu različne (čeprav pogosto podobne) lastnosti in značilnosti, vključno z obsežnimi močmi in sposobnostmi, psihološkimi značilnostmi, značilnostmi spola in priljubljeno nomenklaturo. Podelitev teh lastnosti se pogosto razlikuje glede na pojmovanje Boga v kulturi, iz katere izhajajo. Na primer, lastnosti boga v krščanstvu, lastnosti boga v islamu in trinajst lastnosti usmiljenja v judovstvu imajo nekatere podobnosti, ki izhajajo iz njihovih skupnih korenin.
V judovsko-krščanski tradiciji je "Biblija glavni vir pojmovanja Boga". Da Biblija "vsebuje veliko različnih podob, konceptov in načinov razmišljanja o" Bogu, ima za posledico večna "nesoglasja o tem, kako naj bo Bog zamišljen in razumljen". 
Številna izročila Boga vidijo kot netelesnega in večnega in ga obravnavajo kot točko žive luči kot so človeške duše, vendar brez fizičnega telesa, saj ne gre skozi krog rojstva, smrti in ponovnega rojstva. Na Boga gledajo kot na popolno in stalno utelešenje vseh vrlin, moči in vrednot ter na to, da je brezpogojno ljubeč Oče vseh duš, ne glede na njihovo vero, spol ali kulturo. 
V hebrejski in krščanski Bibliji je veliko imen za Boga. Eden izmed njih je Elohim . Drugi je El Shaddai, v prevodu "Bog vsemogočni".  Tretje opazno ime je El Elyon, kar pomeni "Visoki bog".  V hebrejski in krščanski Bibliji je omenjeno tudi ime " Sem, kar sem ". 
Bog je v Koranu in hadith opisan z nekaterimi imeni ali atributi, najpogostejši pa je Al-Rahman, kar pomeni "Najbolj sočutni" in Al-Rahim, kar pomeni "najbolj usmiljen" (glej Božja imena v islamu ).  Mnoga od teh imen se uporabljajo tudi v svetih spisih Baháʼí vere .
Vaišnavizem, tradicija v hinduizmu, ima seznam naslovov in imen Krišna .

### Spol
Božji spol lahko razumemo kot dobesedni ali alegorični vidik božanstva, ki v klasični zahodni filozofiji presega telesno obliko.   Politeistične religije vsakemu od bogov običajno pripišejo spol, tako da lahko vsak spolno komunicira s katerim koli drugim in morda z ljudmi. V večini monoteističnih religij Bog nima para, s katerim bi se lahko spolno povezal. Tako je v klasični zahodni filozofiji spol tega edinega božanstva najverjetneje analogna izjava o tem, kako se človek in Bog nagovarjata in navezujeta drug na drugega. Bog se namreč vidi kot stvarnik sveta in razodetje, ki ustreza aktivni (v nasprotju s sprejemajočo) vlogi pri spolnem odnosu. 

### Odnos do stvarstva
Molitev ima pri mnogih vernikih pomembno vlogo. Muslimani verjamejo, da je namen obstoja čaščenje Boga.   Nanj gledajo kot na osebnega Boga in ni posrednikov, kot je duhovščina, ki bi lahko stopili v stik z Bogom.  Pogosto se verjame, da Bog odpušča. Na primer, v hadithu piše, da bi Bog zamenjal brezgrešno ljudstvo s tistim, ki je grešilo in se skesalo.  Krščanski teolog Alister McGrath piše, da obstajajo tehtni razlogi za domnevo, da je "osebni bog" sestavni del krščanskega pogleda, vendar je treba razumeti, da gre za analogijo. "Reči, da je Bog podoben človeku, pomeni potrditi božansko sposobnost in pripravljenost, da se povežemo z drugimi. To ne pomeni, da je Bog človek ali da se nahaja na določeni točki vesolja. " 
Pripadniki različnih religij se na splošno ne strinjajo glede tega, kako najbolje častiti Boga in kakšen je Božji načrt za človeštvo, če sploh obstaja. Obstajajo različni pristop, kako uskladiti  nasprotujoča si stališča monoteističnih religij. Eno stališče zavzemajo ekskluzivisti, ki verjamejo, da so izbrano ljudstvo ali imajo izključen dostop do absolutne resnice, na splošno z razodetjem ali srečanjem z Božanskim, česar pa pripadniki drugih religij nimajo. Drug pogled je verski pluralizem . Pluralist običajno verjame, da je njegova religija prava, vendar ne zanika delne resnice drugih religij. Primer pluralističnega pogleda v krščanstvu je  prepričanje, da je vera nekoga izpolnitev prejšnjih religij. Tretji pristop je relativistični inkluzivizem, kjer imajo vsi enako prav, na primer univerzalizem : nauk, da je odrešenje sčasoma na voljo vsem. Četrti pristop je sinkretizem, ki meša različne elemente iz različnih religij. Primer sinkretizma je gibanje New Age.
Judje in kristjani verjamejo, da so ljudje ustvarjeni po Božji podobi in so središče, krona in ključ Božjega stvarstva, skrbniki za Boga, vrh vsega, kar je Bog ustvaril (1. Gen 1:26 ).

## Poglej tudi
- Absolutno (filozofija)
- Apeiron (kozmologija)
- Polbogo
- Bog kompleks
- Bog (večznačnost)
- Bog (moško božanstvo)
- Boginja
- Seznam božanstev
- Logotipi
- Logos (krščanstvo)
- Monada (filozofija)
- Razmerje med religijo in znanostjo
- Satan
  - Demon
  - Hudič